# アルバートザグレート
アルバートザグレート（Albert the Great）は、20世紀末から21世紀初頭に活躍したアメリカ合衆国の競走馬である。
2000年から2001年にかけて走り、ほぼ2年にわたる現役生活で全22戦9勝の成績を残した。8戦目のドワイヤーSで重賞を初めて制覇すると、12戦目のジョッキークラブゴールドカップでG1を制覇した。同年のBCクラシックは4着、翌年のBCクラシックも3着に敗れている。G1を連勝するほど強い馬ではなかったが、多数の競走に出走し重賞戦線をにぎわせた馬であった。
2002年から種牡馬入り。2010年に同じリボー系種牡馬のプレザントタップが死亡したため、リボー系を代表する種牡馬となった。当初はケンタッキー州で供用され、後にペンシルベニア州に移動した。初年度は68頭の産駒を得たが、人気を集めることはできず種付け数は年々減少した。2013年生まれの世代までで370頭の産駒が居るが、勝ち上がり率、2歳戦勝利率共に低く、ステークス勝ち馬は9頭と大失敗に終わっている。
ステークス勝ち馬が9頭にもかかわらず、少数の活躍馬は異様に大レースに強い傾向がありG1馬は多かった。一方でG1を勝っていないステークス馬はたった3頭で何れも小ステークスを勝っただけに過ぎず、更にそれ以下の馬は殆ど活躍できないという偏った成績であった。アルバータスマキシマスをはじめG1馬は3頭（他にプエルトリコ国内限定G1馬が2頭、ヴェネズエラ国内限定G1馬が1頭）出ており、このため低い勝ち上がり率にもかかわらずAEIは1.15と悪くない数字を残している。
2016年に9頭の繁殖牝馬に種付けしたのを最後に種牡馬を引退。今後は功労馬としてOld Friends Equineで余生を過ごす。2021年11月19日に慢性的な副鼻腔炎のため安楽死の措置が取られた。24歳であった。

## 代表産駒
- アルバータスマキシマス（ドンハンデキャップ、BCダートマイル）
- ノービズライクショービズ（ウッドメモリアルステークス、他に重賞を5勝）
- ムーンシャインマリン（スティーブンフォスターハンデキャップ）
- アルバートザゴールド（Clasico Agustin Mercado Reveron (PR-1)）
- マイグレートラブ（Clasico Prensa Hipica (PR-1)）
- マイスモールデイリーン（Clasico Hipodromo La Rinconada (Ven-1)）
- ウラガン（Granit II S (RUS-2)）